# Довгий Яр (лісовий заказник)
До́вгий Яр — лісовий заказник місцевого значення в Україні. Розташований у межах Ічнянської міської громади Прилуцького району Чернігівської області, між селом Іваниця і селищем Тростянець.
Площа 50 га. Статус присвоєно згідно з рішенням Чернігівського облвиконкому Чернігівського облвиконкому від 23.09.1991 року № 215. Перебуває у віданні ДП «Прилуцьке лісове господарство» (Жадьківське л-во, кв. 114-116).
Статус присвоєно для збереження лісового масиву, що зростає на схилах балки (яру). У деревостані переважають насадження дуба.
Лісовий заказник «Довгий Яр» входить до складу Ічнянського національного природного парку. У межах заказника розташований гідрологічний заказник «Довгий Яр».